# Forschungsstaffel z. b. V.
Die Forschungsstaffel z. b. V. (Forschungsstaffel zur besonderen Verwendung des OKW) war während des Zweiten Weltkriegs eine Sondereinheit des Militärnachrichtendienstes Amt Ausland/Abwehr im Oberkommando der Wehrmacht, die sich primär unter maßgeblicher Verwendung von Luftbildern mit der Herstellung geografischer Karten zur militärischen Verwendung beschäftigte. Die Forschungsstaffel wurde gegründet und geleitet von Otto Schulz-Kampfhenkel.

## Vorgeschichte
Nach seiner ersten Afrika-Expedition bildete sich um Schulz-Kampfhenkel 1932 eine informelle, aus Wissenschaftlern, Fliegern und Technikern bestehende Forschungsgruppe Schulz-Kampfhenkel, die sich den „letzten unerforschten Gebiete[n] dieser Erde“ widmen sollte. Am 31. Juli 1940 gründete der im September 1939 zur Luftwaffe eingezogene Schulz-Kampfhenkel einen Verein Forschungsstaffel Schulz-Kampfhenkel e. V. als „Arbeitsgemeinschaft für wissenschaftliche Expeditionen, Naturforschung und Völkerkunde“, wobei ausländische geografische Gesellschaften wie die Royal Geographical Society als Vorbild fungierten. Die Vereinsgründung erfolgte in Abstimmung mit hohen Vertretern von NSDAP und Reichsregierung.

## Dora
Anfang 1941 wurde unter dem Decknamen Dora unter Einbeziehung von Mitgliedern der Forschungsstaffel ein über 100 Mann starkes, kampfkräftiges Aufklärungskommando aufgestellt. Dieses auch für den militärgeowissenschaftlichen Einsatz bestimmte Kommando operierte südlich von Rommels Afrikakorps in Libyen. Zu den Aufgaben zählte die Aufklärung an der Ost- und Südostgrenze Innerlibyens sowie die Kartierung der betreffenden Gebiete.

## Gründung der Forschungsstaffel z.b.V.
Im nach der Rückkehr nicht aufgelösten Sonderkommando Dora entwickelte sich ab 1943 die Forschungsstaffel z.b.V. Insofern unterstand die Forschungsstaffel militärisch dem Sonderkommando Dora und damit indirekt dem Amt Ausland/Abwehr des Oberkommandos der Wehrmacht (ab Mai 1944 erfolgte die Eingliederung der Abwehr ins Reichssicherheitshauptamt) und fliegerisch dem Oberkommando der Luftwaffe, wobei gleichzeitig eine militärgeowissenschaftliche Einbindung in den Reichsforschungsrat gegeben war.

## Einsatz und Ergebnisse der Forschungsstaffel
Bis zum Ende des Zweiten Weltkriegs wurde die auf eine Stärke von 100 bis 150 Personen gewachsene Forschungsstaffel in verschiedenen Teilen des deutsch besetzen Europas zur Geländeerkundung eingesetzt, wobei interdisziplinär je nach Anforderung insbesondere Geografen, Kartografen, Geologen, Bodenkundler und Vegetationskundler zum Einsatz kamen. Ergebnis waren sogenannte „Karten zur Geländeerkundung“ in verschiedenen Maßstäben.
Im Vergleich zu den zuvor üblichen militärgeographischen Techniken setzte die Forschungsstaffel verstärkt fotogrammetrische Methoden bei der Kartografie ein.

## Mitglieder der Forschungsstaffel
Zu den Wissenschaftlern, die Mitglieder der Forschungsstaffel waren, gehörten Heinz Ellenberg, Friedrich Huttenlocher, Erich Oberdorfer, Erich Otremba, Wolfgang Pillewizer und Josef Schmithüsen.